# Katakura Kagenori
Katakura Kagenori est un nom japonais traditionnel ; le nom de famille (ou le nom d'école), Katakura, précède donc le prénom (ou le nom d'artiste).
Katakura Kagenori (片倉景範, 1838-1902) est un samouraï de l'époque d'Edo, important obligé du domaine de Sendai. Kagenori est le 13e Katakura kojūrō. Kagenori déménage avec son père et un groupe d'obligés du clan Katakura à Hokkaidō.

## Source
- (en) Cet article est partiellement ou en totalité issu de l’article de Wikipédia en anglais intitulé « Katakura Kagenori » (voir la liste des auteurs).